# يو نت بوت إن
UNetbootin (Universal Netboot Installer) هو أداة متعددة المنصات يمكنها إنشاء أنظمة USB مباشرة ويمكن تحميل مجموعة متنوعة من أدوات النظام أو تثبيت توزيعات لينكس وأنظمة تشغيل أخرى بدون قرص مضغوط.

## أساليب

### تثبيت USB
يقوم وضع التثبيت هذا بإنشاء محركات أقراص فلاش USB قابلة للتشغيل ومحركات أقراص صلبة USB قابلة للتشغيل؛ وهو منشئ يو إس بي لايف.

## روابط خارجية
- الموقع الرسمي

  - ويكي الرسمي
- صفحة تطوير انطلاق